# Nowa Synagoga w Wuppertalu
Nowa Synagoga w Wuppertalu (niem. Neue Synagoge in Wuppertal) – synagoga znajdująca się w Wuppertalu w Niemczech.
Koncepcje budowy nowej synagogi narodziły się w latach 90. XX wieku. W 1996 roku powstała w tym celu specjalna organizacja o nazwie Freundeskreis Neue Synagoge e.V. 10 listopada 1998 roku uroczyście wbito pierwszą łopatę. Grunt pod budowę ofiarowały lokalne kościoły ewangelickie.
W październiku 2000 roku wmurowano kamień węgielny w obecności prezydenta Wuppertalu Johannesa Raua. Budowlę zaprojektował architekt Shahpar Mirzadeh, a poprawki do projektu wniósł Hans Christoph Goedeking. Synagogę uroczyście otwarto 8 grudnia 2002 roku w obecności prezydenta Izraela Moszego Kacawa. Budowa kosztowała około 4,5 miliona euro.